# IC 3669
IC 3669 је дио галаксије (напримјер сјајан HII регион) у сазвјежђу Ловачки пси која се налази на листи објеката дубоког неба у Индекс каталогу.
Деклинација објекта је + 41° 8' 25" а ректасцензија 12h 41m 37,4s.